# Venusia kioudjrouaria
Venusia kioudjrouaria är en fjärilsart som beskrevs av John Henry Leech 1897. Venusia kioudjrouaria ingår i släktet Venusia och familjen mätare. Inga underarter finns listade i Catalogue of Life.